# فلوئوروسولفوریک اسید
فلوئوروسولفوریک اسید (به انگلیسی: Fluorosulfuric acid) یک ترکیب شیمیایی با شناسه پاب‌کم ۲۴۶۰۳ است. شکل ظاهری این ترکیب، مایع بی‌رنگ است. در تماس با آب گاز سمی و خورندهٔ هیدروژن فلوئورید متصاعد می‌کند.